# طبیعت (فیلم ۱۹۸۱)
طبیعت (به هندی: Kudrat) فیلمی محصول سال ۱۹۸۱ و به کارگردانی چتان آناند است. در این فیلم بازیگرانی همچون راج کومار، راجش خانا، هما مالینی، وینود کانا، پریا راجوانش، آریونا ایرانی، دون ورما، ای. کی. هانگال ایفای نقش کرده‌اند.